# Katheryn Winnick
Katerena Anna Vinitska (Etobicoke, 17 de dezembro de 1977) conhecida apenas por Katheryn Winnick é uma atriz e diretora de cinema e televisão canadense. Ela é mais conhecida por seus papéis em Amusement (2008), Bones (2010) e por protagonizar a série Vikings (2013) como a personagem Lagertha.

## Biografia
Winnick nasceu em Etobicoke, Ontário, e é descendente de ucranianos. Foi criada falando ucraniano, e só começou a falar inglês aos oito anos de idade. Começou a praticar artes marciais aos sete anos de idade, e obteve sua faixa preta aos treze. Com 21 anos já era proprietária de três escolas de artes marciais.

## Carreira
Winnick apareceu em diversos filmes, como Stand Up Guys, de Fisher Stevens, Failure to Launch, de Tom Dey, Love and Other Drugs, de Ed Zwick, e Killers, de Robert Luketic. Também fez participações em diversos produções televisivas, como House M.D. (episódio "One Day, One Room"), The Glades, Bones, Law & Order, Law & Order: Criminal Intent, CSI, CSI: NY, CSI: Miami, Criminal Minds e Nikita. Na série dramática Bones, da FOX, ela interpreta Hannah Burley, uma correspondente de guerra destacada para cobrir a Guerra do Afeganistão e que acaba se apaixonando pelo personagem principal.
Winnick estrelou, juntamente com Paul Giamatti, a comédia dramática Cold Souls, que teve sua estreia mundial no Festival de Cinema de Sundance em 2009.
Em 2011 foi convidada para participar na série de espionagem Nikita, do canal The CW, no qual interpretou Kelly, uma ex-parceira durona da personagem principal.
Em 2013 estrelou A Glimpse Inside the Mind of Charles Swan III, de Roman Coppola, no qual interpretou a ex-namorada de Charlie Sheen, e apareceu na comédia The Art of the Steal, interpretando a namorada de Kurt Russell. Também faz parte do elenco da série Vikings, do History, no papel de Lagertha, uma figura lendária da história viquingue.

## Filmografia

### Cinema
| Ano  | Título                                        | Papel            | Obs.                   |
| ---- | --------------------------------------------- | ---------------- | ---------------------- |
| 2001 | Biohazardous                                  | Jennifer         |                        |
| 2002 | Smoking Herb                                  | Marcia           |                        |
| 2002 | The It Factor                                 | Herself          |                        |
| 2002 | Fabled                                        | Lizi             |                        |
| 2002 | Daddy's Little Girl                           |                  | Curta-metragem         |
| 2002 | Two Weeks Notice                              | Tiffany          |                        |
| 2003 | What Alice Found                              | Julie            |                        |
| 2004 | 50 First Dates                                | Young Woman      |                        |
| 2004 | Satan's Little Helper                         | Jenna Whooly     |                        |
| 2004 | Going the Distance                            | Trish            |                        |
| 2004 | Our Time is Up                                | Waif             | Curta-metragem         |
| 2005 | Trump Unauthorized                            | Ivana Trump      | Filme para a televisão |
| 2005 | Hellraiser: Hellworld                         | Chelsea          |                        |
| 2006 | 13 Graves                                     | Amy              | Filme para a televisão |
| 2006 | Cloud 9                                       | Olga             |                        |
| 2006 | Kiss Me Again                                 | Chalice          |                        |
| 2006 | Failure to Launch                             | Melissa          |                        |
| 2007 | Tipping Point                                 | Nina Patterson   | Filme para a televisão |
| 2007 | Law Dogs                                      | Lisa Bennett     | Filme para a televisão |
| 2007 | When Nietzsche Wept                           | Lou Salome       |                        |
| 2008 | Amusement                                     | Tabitha          |                        |
| 2009 | Cold Souls                                    | Sveta            |                        |
| 2010 | Tranced                                       | Cleo             |                        |
| 2010 | Night and Day                                 | July             | Curta-metragem         |
| 2010 | Radio Free Albemuth                           | Rachel Brady     |                        |
| 2010 | Choose                                        | Fiona Wagner     |                        |
| 2010 | Killers                                       | Vivian           |                        |
| 2010 | Love and Other Drugs                          | Lisa             |                        |
| 2011 | Bad $#*! Crazy                                | Namorada         |                        |
| 2012 | Children of the Air                           | Samantha Thomas  | Curta-metragem         |
| 2012 | Stand Up Guys                                 | Oxana            |                        |
| 2012 | A Glimpse Inside the Mind of Charles Swan III | Ivana            |                        |
| 2013 | The Art of the Steal                          | Lola             |                        |
| 2016 | Stripped                                      | Margaret Dupre   | Curta-metragem         |
| 2017 | The Dark Tower                                | Laurie Chambers  |                        |
| 2017 | Cigarette                                     | Emily Gowen      |                        |
| 2019 | Polar                                         | Vivian           |                        |
| 2021 | The Marksman                                  | Sarah Pennington |                        |
| 2021 | Flag Day                                      | Patty Vogel      | Pós-produção           |

### Televisão
| Ano         | Título                                   | Papel          | Obs.                            |
| ----------- | ---------------------------------------- | -------------- | ------------------------------- |
| 1999        | PSI Factor: Chronicles of the Paranormal |                | Episódio "Sacrifices"           |
| 1999        | Student Bodies                           | Holly Benson   | 5 episódios                     |
| 2000        | Relic Hunter                             | Roselyn        | Episódio "Nine Lives"           |
| 2001        | Screech Owls                             | Brianna Styles | Episódio "Face Off"             |
| 2002        | Tracker                                  | Laura          | 2 episódios                     |
| 2002        | Law & Order: Criminal Intent             | Karyn Bennett  | Episódio "Seizure"              |
| 2003        | Oz                                       | Liesel Robson  | Episódio "4giveness"            |
| 2003        | Wild Card                                | Kendall        | Episódio "Hell Week"            |
| 2003        | 10-8: Officers on Duty                   | Lucy Johnson   | Episódio "Lucy in the Sky"      |
| 2004        | CSI: Miami                               | Nicole Harjo   | Episódio "Rap Sheet"            |
| 2004        | 1-800-Missing                            | Julie Snyder   | Episódio "In the Midnight Hour" |
| 2005        | CSI: NY                                  | Lisa Kay       | Episódio "Corporate Warriors"   |
| 2006        | Criminal Minds                           | Maggie Lowe    | Episódio "Somebody’s Watching"  |
| 2007        | House                                    | Eve            | Episódio "One Day, One Room"    |
| 2008        | Law & Order: Criminal Intent             | Carrie Conlon  | Episódio "Faithfully"           |
| 2008        | Law & Order                              | Sarah Shipley  | Episódio "Excalibur"            |
| 2009        | CSI: Crime Scene Investigation           | Maureen Martin | Episódio "One to Go"            |
| 2010        | The Gates                                | Kat Russo      | Episódio "Identity Crisis"      |
| 2010        | Bones                                    | Hannah Burley  | 7 episódios                     |
| 2011        | The Glades                               | Valerie Dorman | Episódio "Lost and Found"       |
| 2011        | Nikita                                   | Kelly          | Episódio "Partners"             |
| 2012        | Transporter: The Series                  | Darcy Daniels  | Episódio "Hot Ice"              |
| 2013 – 2020 | Vikings                                  | Lagertha       | Protagonista                    |
| 2015        | Person of Interest                       | Frankie Wells  | Episódio "Skip"                 |
| 2019        | Wu Assassins                             | C. G.          | Protagonista                    |
| 2020–2023   | Big Sky                                  | Jenny Hoyt     | Protagonista                    |

### Vídeo games
| Ano  | Título             | Papel         | Obs. |
| ---- | ------------------ | ------------- | ---- |
| 2017 | Call of Duty: WWII | Marie Fischer |      |